# Музей Комсомольского рудоуправления и города Комсомольское
Музей Комсомольского Рудоуправления и города Комсомольское — музей, основанный 1974 года в Комсомольском.

## История
Основан в 1974 году в городе Комсомольское, Донецкой области. Первым директором работал музея Алексей Васильевич Аникеев. Открыт в честь 40-летия горнодобывающего завода.
С 2002 года по 2006 год директор музея — Панюта Павел Петрович, по его приказу на стенах помещения появились новые стенды.

## Экспозиция
Собрать экспонаты помог директор музея Алексей Васильевич Аникеев.
В экспозиция музея есть документы и фотографии, посвящённые истории города.
В музее хранятся 2000 фотографий.
В экспозиции музея рассказывается о людях:
- Об участниках Великой Отечественной войны[2].
- Об участниках экспедиции на Чернобыльскую АЭС.

Среди экспонатов, также имеется модели предметов, изготовленных в Комсомольском среди которых:
- Экскаваторов.
- Буровых станков.
- Железнодорожных кранов.
- Тепловозов.

Музей гордится коллекцией кубков и сувениров, полученных во время спортивных успехов местных жителей.